# 15.º Escuadrón de la RAF (Reino Unido)
El 15.º Escuadrón (en inglés: No. XV Squadron) de la Real Fuerza Aérea británica, utiliza aviones Panavia Tornado GR4, desde la base de la RAF en Lossiemouth. Actualmente, el 15° Escuadrón (de reserva) es la Unidad de Conversión Operacional (OCU, por sus siglas en inglés, Operational Conversion Unit) de los Tornado GR4 de la RAF. Este programa enseña a los pilotos como volar a estos aviones, y cuál táctica explota el mayor potencial del avión y de su armamento.

## Historia

### La Primera Guerra Mundial
El 15º escuadrón se formó en el 1 de marzo de 1915 en el aeropuerto de Farnborough, como una unidad de entrenamiento de la Royal Flying Corps, al mando del mayor Philip Joubert de la Ferté. Fue equipado, principalmente, con aviones B.E.2c de la Real Fábrica de Aviones, complementados con algunos Bristol Scout, siendo transferido a Francia el 22 de diciembre de 1915, operando en funciones de reconocimiento en apoyo al ejército. Realizó tareas de apoyo al 4° Cuerpo del Ejército, durante la Batalla del Somme, en el verano de 1916, sufriendo duras derrotas, tanto de las baterías antiaéreas como de la aviación alemanas. Fue elogiado por Douglas Haig por su trabajo en apoyo al 5° Ejército, en la batalla de Ancre, en 1917.
Nuevamente, fue comprometido en la acción, en tareas de apoyo durante la Batalla de Arrás en primavera de 1917. En junio de ese año, fue reequipado con aviones R.E.8 de la Real Fábrica de Aviones, conservándolos hasta el fin de la Primera Guerra Mundial. El escuadrón regresó al Reino Unido en febrero de 1919, y fue disuelto en la base de la RAF en Fowlmere, el 31 de diciembre de ese año.
Uno de los oficiales que iniciaría su carrera en este escuadrón, fue Sir Charles Steele, quién posteriormente se convertiría en Marshall del Aire.

### Entre guerras 1919-1939
El 20 de marzo de 1924, el escuadrón fue reactivado en Martlesham Heath, como parte del programa Aeroplane and Armament Experimental Establishment (Organización Experimental de Aviones y Armamentos), principalmente realizando tareas de vuelo de prueba de bombarderos. El 15° escuadrón fue reformado en 1934, en la base de la RAF en Abingdon-on-Thames como un escuadrón de bombarderos ligeros, equipado con aviones Hawker Hart. Su comandante fue el Líder de Escuadrón T W Elmhirst, quién incentivo a que el número del escuadrón se escribiera tradicionalmente con números romanos. Posteriormente, recibiría aviones Hawker Hind, en reemplazo de los anteriores, para que en 1938 fueran reequipados con monoplanos Fairey Battle.

### Segunda Guerra Mundial

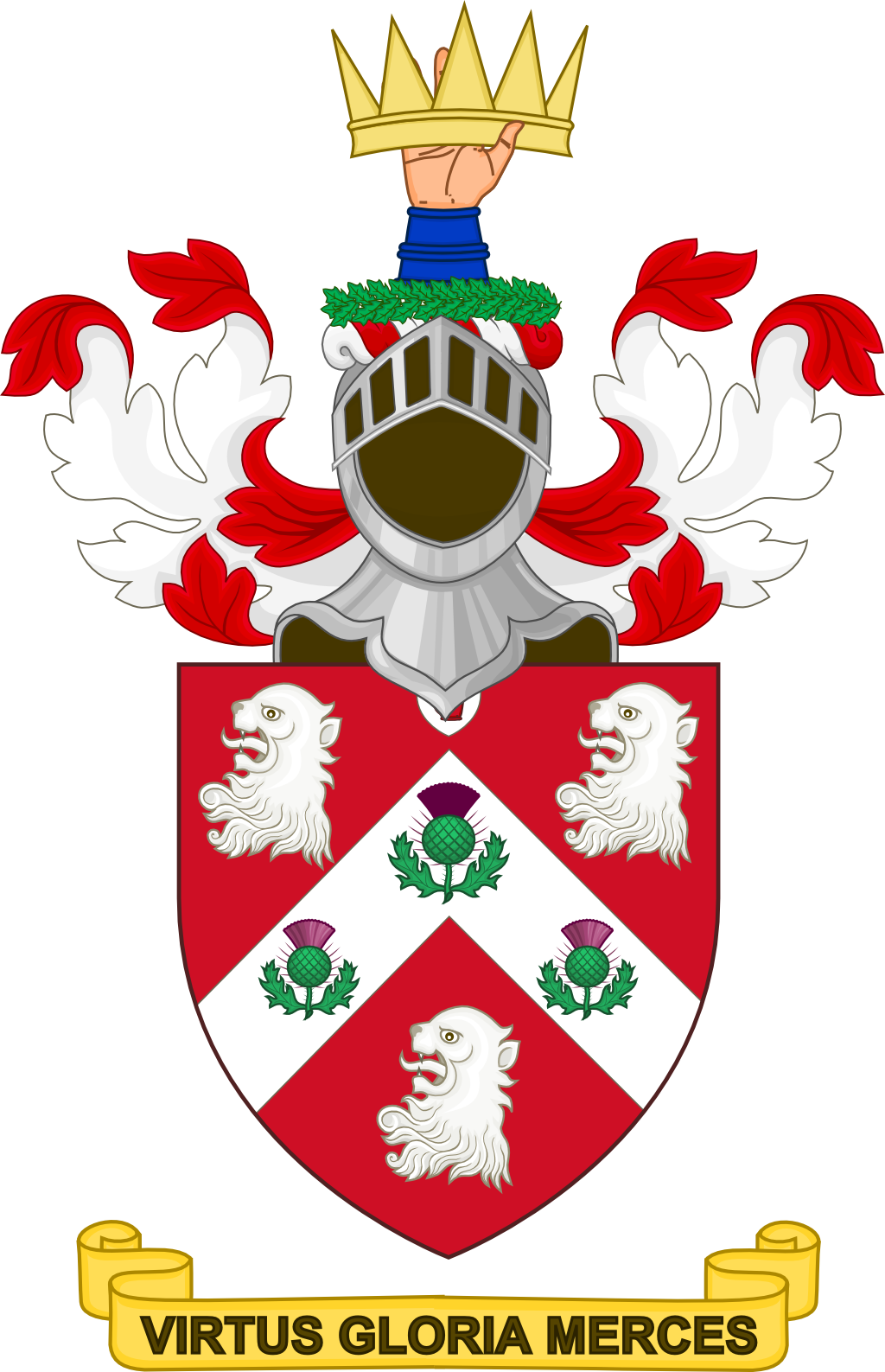
Escudo de Armas de los MacRobert.

Pronto fue equipado con bombarderos ligeros Fairey Battle, la escuadrilla voló a Francia en septiembre de 1939 como parte de 71° Ala de la Advanced Air Striking Force. Después de regresar al Reino Unido, al año siguiente, fue reequipado con aviones Bristol Blenheim primero, y posteriormente, con aviones Vickers Wellington antes de convertirse en uno de los primeros escuadrones de bombarderos Short Stirling. Un de los más famosos Stirling, fue donado por Lady MacRobert, en memoria de sus tres hijos muertos en servicio a la Royal Air Force, y fue nombrado MacRobert's Reply. En 1943, el escuadrón fue renovado con aviones Avro Lancaster.

### Guerra fría
En 1947, los Lancaster fueron reemplazado por aviones Avro Lincoln, antes de que el escuadrón asumirá roles de ataque nuclear con aviones Boeing B-29 Superfortress en 1951.
El 15° escuadrón fue reequipado con bombarderos English Electric Canberra B.2 en junio de 1953, en la base de la RAF en Coningsby, Lincolnshire, para luego pasar a la base de Cottesmore, Rutland, y luego a Honington, Suffolk. El Canberra fue utilizado en combate en la Guerra del Sinaí y el día dieciocho fue el día que más bombas dejó caer. El escuadrón se disolvió en julio de 1957.
El 1 de septiembre de 1958 se reactivó como el segundo escuadrón de la RAf que utiliza aviones Handley Page Victor, estacionado en la base de la RAF en Cottesmore. En 1962 fue uno de los muchos escuadrones listos para la acción durante la Crisis de los Misiles de Cuba. Despegando desde la base de la RAF en Tengah en 1963, fue uno de los escuadrones con que el ejército británico realizó una demostración de fuerza, a fin de disuadir a Indonesia durante la confrontación indonesio-malaya . A posterior, se disolvió el 31 de octubre de 1964 con la finalización del conflicto.

### Como fuerza nuclear
En 1970, el Escuadrón se reactiva con aviones Blackburn Buccaneer S.2B, en la base de la RAF en Honington, mudándose poco después a la base de Laarbruch, en Alemania. A partir de 1971 su papel en esta base, asignado al SACEUR, fue el apoyo del ejército en batallas terrestres, en Europa, siendo la primera vez que desarrolla funciones convencionales. Más tarde sería su tarea el transporte de armas nucleares tácticas. Para ello utilizaron 12 aviones Bucaneer, los cuales perdieron la tercera parte de su fuerza, para transportar 18 bombas nucleares WE.177.
En 1983, estos aviones fueron reemplazados por aviones Tornado GR.1, para utilizarlos en funciones similares. Subsecuentemente, el escuadrón se convirtió en el primero en utilizar este tipo de aviones en Alemania. Los tornados estaban capacitados para llevar dos bombas WE.177, con lo cual fue posible incrementar la cantidad de las mismas. Esta función, asignada por el SACEUR, continuó hasta 1991, cuando el escuadrón fue disuelto.

### "Tormenta del Desierto"
El escuadrón fue reactivado, y despegando desde Baréin durante la preparación para la Operación Tormenta del Desierto, se les dio la misión específica para noquear las bases de la Fuerza Aérea Iraquí, bombardeando las pistas de aterrizaje de las mismas. En su segunda misión, una misión diurna de muy baja altura contra el aeródromo de Ar Rumaylah, el Líder de Escuadrón Pablo Mason, lideró el vuelo de cuatro Tornados, y su número dos, con los tripulantes John Peters y el navegante John Nichol fueron derribados, y convirtidos en prisioneros de guerras. Mason voló 24 misiones de bombardeo en total en la Tormenta del Desierto, en misiones diurnas de muy baja altura, misiones nocturnas de altura media, y el 2 de febrero de 1991, estuvo a cargo del Tornado que realizó por primera vez un ataque con bombas guiadas con láser.
En 1992, el 45° escuadrón, con asentamiento en la base de la RAF en Honington, cambió su numeración por el 15° (Reserva) escuadrón de la RAF, dejando la base de Honington, y hasta el año 1993 asignado a SACEUR en el papel que había llevado a cabo cuando su base era la de Laarbruch. El escuadrón contaba para este período con veinte y seis aviones y treinta y nueve bombas nucleares WE.177, lo que era inusualmente grande. En 1994 fue relocalizado en la base de la RAF en Lossiemouth, y reasignado al SACLANT (por sus siglas, Supreme Allied Commander Atlantic ), en funciones de ataque marítimo, armado con una variedad de armas convencionales y dieciocho bombas nucleares WE.177, y trajo una reducción de 12 aviones.

## Aviones utilizados
- B.E.2 de la Real Fábrica de Aviones. 1914[14]
- R.E.8 de la Real Fábrica de Aviones. 1916[15]
- Hawker Hart 1934
- Hawker Hind 1936
- Bristol Blenheim 1939
- Short Stirling 1941
- Avro Lancaster 1945
- Handley Page Victor 1958
- Blackburn Buccaneer 1970
- Tornado GR.1 1983-2002
- Tornado GR.4 2001–presente